# 垫江郡
垫江郡，中国南北朝时设置的郡。
西魏恭帝三年（556年）改东宕渠郡置垫江郡，属合州。治所在石镜县（今重庆合川区）。辖境约当今重庆市合川区、铜梁区和四川省武胜县地区。一说北周改为宕渠郡。垫江郡下辖石镜县。隋文帝开皇三年（583年）废垫江郡，属县直属合州。